# Conde de Northumbria

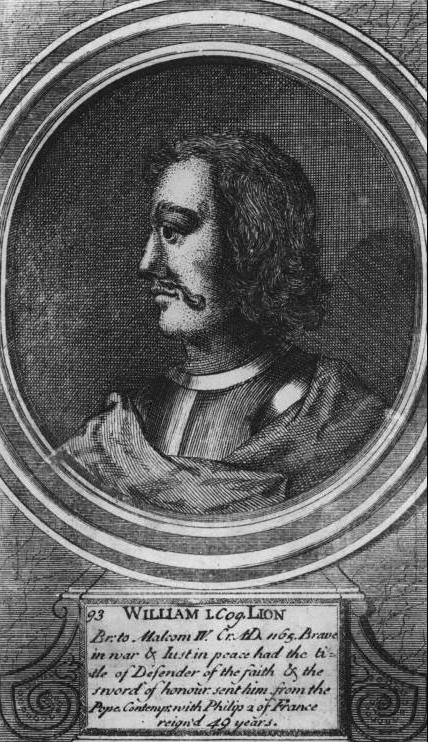
Retrato de Guillermo I, rey de Escocia

Conde de Northumbria fue un título nobiliario que existió en el período anglo-danés, anglosajón tardío y anglo-normando temprano en Inglaterra, entre el siglo XI y el siglo XIII.

## Creación del título
El condado de Northumbria se originó a partir de la coalición de dos reinos independientes en el siglo VII: Bernicia -un asentamiento en Bamburgh sobre la costa de Northumberland- y Deira -ubicado al sur de Northumberland.  Etelfrido, quien reinó en Bernicia desde 593 a 616, tomó control de Deira. Gracias a la unificación de ambos territorios surgió el reino de Northumbria. Este reino se mantuvo unido políticamente hasta la llegada de los    vikingos en 867. Debido a la destrucción vikinga, Northumbria del sur -antiguamente Deira- se convirtió en el reino vikingo de York. Mientras tanto, los condes ingleses reinaban en el antiguo reino norteño de Bernicia desde su base en Bamburgh. La parte norte de Bernicia fue ganada por los escoceses, probablemente a fines del siglo X. En el año 944 el último monarca escandinavo de York fue expulsado, y no hubo más reyes independientes en Northumbria.  
En 1006 Uhtred el Audaz era conde de Bamburgh y fue nombrado también conde de York por Etelredo II el Indeciso. Gracias a esto, se reunificó el área de Northumbria aun bajo control inglés en un solo condado. Pero Uhtred fue asesinado en 1016, y Canuto II de Dinamarca nombró a Eirik Hákonarson conde de Northumbria en York. Sin embargo, la dinastía de Uhtred continuó en Bernicia hasta 1041, cuando el condado fue nuevamente unificado. Un descendiente de Uhtred, Gospatric, fue designado conde por Guillermo el Conquistador en 1067, pero Guillermo lo expulsó en 1072. Fue entonces cuando Gospatric recibió tierras en Escocia, y sus descendientes se convirtieron en condes de Dunbar. El condado de Northumbria fue destruido en el período normando temprano y fue disuelto, creándose posteriormente los condados de York y Northumberland, quedando en manos del Obispo de Durham muchas de las tierras.

## Lista de condes
El título de conde de Northumbria ha sido ostentado por:
- Uhtred el Audaz (1006-1016), ealdorman de toda Northumbria
- Eirik Hákonarson (1016 - 1023), solamente conde de York
- Siward (1031-1055), sin subordinados en Bernicia desde 1041
- Tostig (1055-1065)
- Morcar (1065-1066)
- Copsi (1067)
- Osulf II de Bamburgh (1067)
- Gospatric (1067-1068)[5]
- Robert de Comines (1068-1069)

Vacante durante la Masacre del Norte hasta
- Gospatric (1070-1072) nuevamente
- Waltheof II (1072-1075)
- William Walcher ((1075-1080), además Obispo de Durham
- Aubrey de Coucy (1080-1086)
- Robert de Mowbray (1086-1095)

Vacante hasta que Esteban de Inglaterra fue presionado por David I de Escocia para concederle el título a
- Enrique de Escocia (1139-1152)
- Guillermo I de Escocia (1152-1157)

Despojado del título y de tierras por Enrique II de Inglaterra (1157)
Adquirido por Hugh de Puiset, el obispo de Durham en 1189, y ostentado hasta aproximadamente 1191
Vacante hasta la primera guerra de los Barones, cuando los barones de Northumberland y York rindieron homenaje a 
- Alejandro II de Escocia (1215-1217)

Entregado a Enrique III de Inglaterra (1217)